# Vertrag von Amsterdam (1717)

Europa im Jahr 1701

Im Vertrag von Amsterdam vom 15. August 1717 bestätigten Preußen, Russland und Frankreich gegenseitig ihren Besitzstand in der Erwartung der unvermeidlichen Niederlage Schwedens im Großen Nordischen Krieg. Frankreich sicherte seine Neutralität in der Endphase des Großen Nordischen Krieges zu.

## Mächtepolitischer Hintergrund
Im Frühjahr 1717 begab sich Zar Peter I. über Holland nach Frankreich. Dort versuchte Peter seinen militärischen Erfolg über Schweden zunächst durch Einbindung Russlands in das europäische Staatensystem zu vollenden. Der Zar hatte schon bei verschiedenen Gelegenheiten seinen Wunsch geäußert mit Frankreich in Verbindung zu treten. Frankreich war enger Verbündeter Schwedens und befand sich seit 1700 in andauerndem Kriegszustand mit Russland. Folglich wich Frankreich einer Bündniszusage mit Russland aus. Aus der Einsicht Peters I. in die Funktion Schwedens im frühneuzeitlichen Staatensystem als Teil der französischen Barrière de l’Est zog er die Folgerung, dass Russland nach dem mächtepolitischen Niedergang Schwedens dessen Platz an der Seite Versailles einnehmen sollte.
Um auf England-Hannover, das wegen der Besetzung Mecklenburgs die russische Politik mit Besorgnis verfolgte einen Druck ausüben zu können und sich auch weiterhin die Rolle des Vermittlers im Nordischen Krieg zu sichern, war man in Frankreich gegen Ausgang des Jahres 1716 zu einem Abkommen mit Russland bereit.
Aus russischer Sicht lag es nahe, sich bei diesen Abmachungen der Vermittlung Preußens zu bedienen, das mit Russland in engem Einvernehmen stand und mit Frankreich soeben einen, vor Russland allerdings geheim gehaltenen, Vertrag abgeschlossen hatte. Preußen hatte mit Frankreich eine Stütze gegen Österreich und Schweden gewonnen, so dass ein Beitritt zu dieser Verbindung auch von Peter sehr erwünscht war und Preußen zugleich als Scharnier für die Allianz der beiden Flügelmächte dienen konnte.

## Vertragsverhandlungen
Die Verhandlungen wurden unter der Vermittlung des preußischen Gesandten Friedrich Ernst zu Innhausen und Knyphausen Anfang 1717 im Haag eröffnet, wo sich zeitgleich auch der Zar aufhielt. Von Anfang an zeigte man auf französischer Seite kein Engagement zum Abschluss zu kommen, da man eben damals die Tripelallianz mit den Seemächten einging, mit der Frankreich sich den Gesichtspunkten der englischen Politik anpasste. Auch durch die Anwesenheit des Zaren in Paris im Frühjahr 1717 wurden die Verhandlungen nicht wesentlich gefördert, und die französische Regierung erklärte sich nur zum Abschluss eines bloßen Freundschaftsvertrages bereit, nachdem sie die russischen Forderungen, vor allem die Garantie der russischen Eroberungen und die Zahlung von Subsidiengeldern, abgelehnt hatte.
Der preußische Bevollmächtigte Knyphausen trat, je länger sich die Verhandlungen hinzogen in den Hintergrund, weil Preußen dem französischen Angebot in die Tripelallianz einzutreten, nicht abgeneigt war und deshalb die Forderungen Russlands nicht entschieden unterstützen wollte. Als dann im Juni, noch vor der Abreise des Zaren aus Paris, die französischen und russischen Bevollmächtigten einig geworden waren, erklärte Knyphausen zur Unterzeichnung des Abkommens noch nicht bereit zu sein, da er die nötigen Instruktionen aus Berlin noch nicht empfangen habe. Auf Grund der Prüfung des Projekts, das übrigens in Berlin nicht durch Knyphausen, sondern durch den beständig zum Abschluss drängenden russischen Gesandten Gabriel Iwanowitsch Golowkin vorgelegt wurde, wurde der preußische Vertreter am 10. Juli zur Unterzeichnung des Vertrages ermächtigt, gleichzeitig wurde ihm aufgegeben, von französischer Seite eine Erklärung zu verlangen, dass der Artikel zwei des Nebenrezesses nicht gegen die Vereinbarung verstößt, die zuletzt im Vertrag mit Frankreich zu Stettin festgelegt wurde. Nachdem sich die französische Regierung zur Ausstellung dieser Erklärung bereit erklärt hatte, erfolgte am 15. August in Amsterdam, wo sich der Zar aufhielt, die Unterzeichnung des Vertrages durch die Bevollmächtigten der drei Regierungen.

## Vertragsinhalt
Der Vertrag wurde in Französisch gefertigt und besteht aus sechs Artikel und drei Geheimartikel. Preußen, Russland und Frankreich bestätigen gegenseitig ihren Besitzstand in der Erwartung der unvermeidlichen Niederlage Schwedens im Großen Nordischen Krieg. Frankreich sicherte seine Neutralität in der Endphase des Großen Nordischen Krieges zu.

## Folgen
Mit diesem Vertrag trat Russland in die europäische Bündnispolitik ein. Damit hatte Peter I. einen wichtigen diplomatischen Erfolg erreicht und sein internationales Prestige gefestigt. Nun äußerte auch England den Wunsch einer Annäherung an das Zarenreich; man fürchtete in London, durch die Franzosen aus dem russischen Handel verdrängt zu werden und jeglichen Einfluss auf den baltischen Raum zu verlieren. Weitergehende Bedeutung erlangte der Vertrag allerdings nicht, auch weil seine Bestimmungen allgemein und unverbindlich waren.